# Lista över svenska signalregementen
Detta är en lista över svenska militära förband tillhörande signaltrupperna.

## Signalregementen och detachement
- S 1    Signalregementet (1937–1957)
- S 1 B Signalkompaniet i Boden (1937–1954)   (ej fristående enhet utan ett detachement till Signalregementet, S 1)
- S 1 K Signalkompaniet i Kristianstad (1942–1950)   (ej fristående enhet utan ett detachement till Signalregementet, S 1)
- S 1 Sk Signalkompaniet i Skövde (1942–1961)   (ej fristående enhet utan ett detachement till Signalregementet/Upplands signalregemente, S 1)
- S 1    Upplands signalregemente (1957–1974)
- S 1    Upplands regemente (1974–2006)
- S 2    Göta signalkår (1961–1962)
- S 2    Göta signalregemente (1962–1984)
- S 2    Göta signalbataljon (1984-1994)  (ej fristående enhet utan ingående i Livregementets Husarer, K 3)
- S 2    Göta signalkår (1994-1997)  (ej fristående enhet utan ingående i Livregementets Husarer, K 3)
- S 3    Signalbataljonen i Boden (1954–1957)
- S 3    Norrlands signalbataljon (1957–1987)
- S 3    Norrlands signalregemente (1987–1994)
- S 3    Norrlands signalkår (1994–2000)
- Signbat/I 19   Norrlands Signalbataljon (2000–2005) (ej fristående enhet utan en del av Norrbottens regemente)
- LedR   Ledningsregementet (2007– )

Den 31 december 2006 avvecklades S 1 Upplands regemente. I stället upprättades Ledningsregementet i Enköping. Detta regemente är försvarsmaktsgemensamt. Det utbildar och ansvarar för ledningen inom hela Försvarsmakten.